# Ver-sur-Launette
Pour les articles homonymes, voir Ver (homonymie) et Launette (homonymie).
Ver-sur-Launette est une commune française située dans le département de l'Oise, en région Hauts-de-France et dans la région culturelle et historique de Picardie. La commune se compose du bourg principal et de Loisy, son hameau situé à 3,5 km à l'ouest.
Ver-sur-Launette fait partie des 59 communes du parc naturel régional Oise-Pays de France, créé en janvier 2004.

## Géographie
La commune se situe en bordure sud de la forêt d'Ermenonville dans la plaine agricole du Valois, à la limite sud du département de l'Oise, à seulement 1,7 km du Val-d'Oise. Elle se compose du petit bourg qui lui donne son nom, ainsi que du hameau de Loisy à l'ouest, éloigné de 3,5 km. L'ensemble de bâtiments autour de l'ancien château de Saint-Sulpice-la-Ramée peut être considéré comme un deuxième écart.
Ver est desservie par les routes nationales 330 Creil - Senlis - Meaux au nord de la commune, et par la RN 2 Paris - Laon - Maubeuge (voie rapide) à l'est, en dehors du territoire communal. La RD 84 traversant le village permet l'accès à ces grands axes. En outre, la RD 549 établit une liaison directe avec la Seine-et-Marne voisine, la ville la plus proche, Dammartin-en-Goële à moins de 8 km, et l'aéroport Roissy-Charles-de-Gaulle à 20 km (distances routières). Le chef-lieu d'arrondissement de Senlis est éloigné de 16 km par la RN 330, et le chef-lieu de canton de Nanteuil-le-Haudouin de 11 km par la RN 2. Quant à la capitale, elle peut être atteinte en 46 km par la RN 2. La LGV Nord passe au sud et à l'est de Ver-sur-Launette.
| Fontaine-Chaalis | Ermenonville     |     |
| Mortefontaine    | Ver-sur-Launette |     |
| Othis            |                  | Ève |

Ver-sur-Launette possède cinq communes limitrophes. Sachant que Fontaine-Chaalis est localisé au nord d'Ermenonville, il peut paraître étonnant que cette commune soit limitrophe avec Ver au nord-ouest, mais cette troisième commune la plus étendue de l'Oise contourne Ermenonville sur toute la moitié nord. Elle côtoie Ver de l'ouest de Saint-Sulpice-la-Ramée jusqu'à un point à l'est du poteau d'Ermenonville sur la RD 922. L'extrémité sud du parc Jean-Jacques-Rousseau, actuellement en régénération, est par ailleurs située sur le territoire de Ver.
Le ruisseau mentionné dans le nom de la commune prend son origine sur la commune voisine d'Othis, non loin de la limite de Ver, mais la Launette n'est que temporaire avant d'atteindre Ver. Le ru du Longueau, en provenance de Rouvres (Seine-et-Marne), a effectué un parcours bien plus long que la Launette avant d'arriver à Ver, où il conflue avec la Launette. Au nord-ouest du bourg, un marais avec de nombreuses petites sources alimente davantage le ruisseau, qui remplira en aval les différentes pièces d'eau du parc d'Ermenonville. En théorie, la Thève naissante traverse également la commune de Ver à proximité de Loisy, en provenance du hameau de Beaumarchais de la commune d'Othis, mais elle est presque toujours à sec avant l'étang de la Ramée.
Toute la lisière sud de la forêt d'Ermenonville incombe à la commune de Ver. La majeure partie du secteur au sud de la RD 922 est située sur le territoire communal de Ver. Hormis cette forêt domaniale et la zone humide mentionnée, la commune présente un paysage dénudé, de caractère utilitaire, consacré à la grande culture. Même les arbres isolés y sont rares. Le relief est également peu varié ; exception faite d'une légère dépression dans la vallée de la Launette, il est à peu près plat. Le point le plus bas, à 79 m au-dessus du niveau de la mer, se trouve à l'endroit où la Launette quitte la commune. Le point culminant à 120 m d'altitude se situe près de la LGV Nord à l'est du bourg. Typiquement, les terres de Ver-sur-Launette se situent à une altitude dépassant de peu les 100 m.
Ver-sur-Launette entre dans le parc naturel régional Oise-Pays de France pour la totalité de son territoire. La ZNIEFF type 1 n° national 220014323 « Massif forestier de Chantilly / Ermenonville » concerne la forêt d'Ermenonville ainsi que le marais de la Launette jusqu'à la route d'Ève, mais exclut le bois privé au nord du village, entre le chemin de la maison forestière et la RD 84. Le territoire de la ZNIEFF constitue en même temps un élément du site naturel classé « Forêts d'Ermenonville, de Pontarmé, de Haute Pommeraie, clairière et butte de Saint-Christophe » (classement par décret du 28 août 1998). En outre, cette ZNIEFF ainsi que l'ensemble de la commune de Ver entrent dans le vaste site inscrit de la vallée de la Nonette (inscription par décret du 6 février 1970). Ce site inscrit a préfiguré le Parc naturel régional, son découpage étant à peu près identique avec la partie du Parc située dans l'Oise.
Le territoire de Ver-sur-Launette est sur l'itinéraire du GR 1 qui passe par le hameau de Loisy, en provenance de Dammartin et du hameau de Beaumarchais (commune d'Othis), au sud, et en direction de la forêt de Chantilly et de la gare d'Orry-la-Ville - Coye, au nord-ouest. Un diverticule se détache de l'itinéraire principal à l'est de Loisy et rejoint Ermenonville, effectuant une traversée complète est-ouest du secteur de la forêt d'Ermenonville incombant à Ver.

### Hydrographie

#### Réseau hydrographique
La commune est située dans le bassin Seine-Normandie. Elle est drainée par la Thève, la Launette, le cours d'eau 03 de la commune d'Eve et le fossé 03 de la commune de Othis,,.
La Thève, d'une longueur de 34 km, prend sa source dans la commune de Dammartin-en-Goële et se jette  dans l'Oise à Boran-sur-Oise, après avoir traversé 13 communes. 
La Launette, d'une longueur de 16 km, prend sa source dans la commune de Marchémoret et se jette  dans la Nonette à Fontaine-Chaalis, après avoir traversé sept communes. Les caractéristiques hydrologiques de la Launette sont données par la station hydrologique située sur la commune. Le débit moyen mensuel est de 0,122 m3/s. Le débit moyen journalier maximum est de 2,52 m3/s, atteint lors de la crue du 22 janvier 1995. Le débit instantané maximal est quant à lui de 5,62 m3/s, atteint le 6 juin 2018.

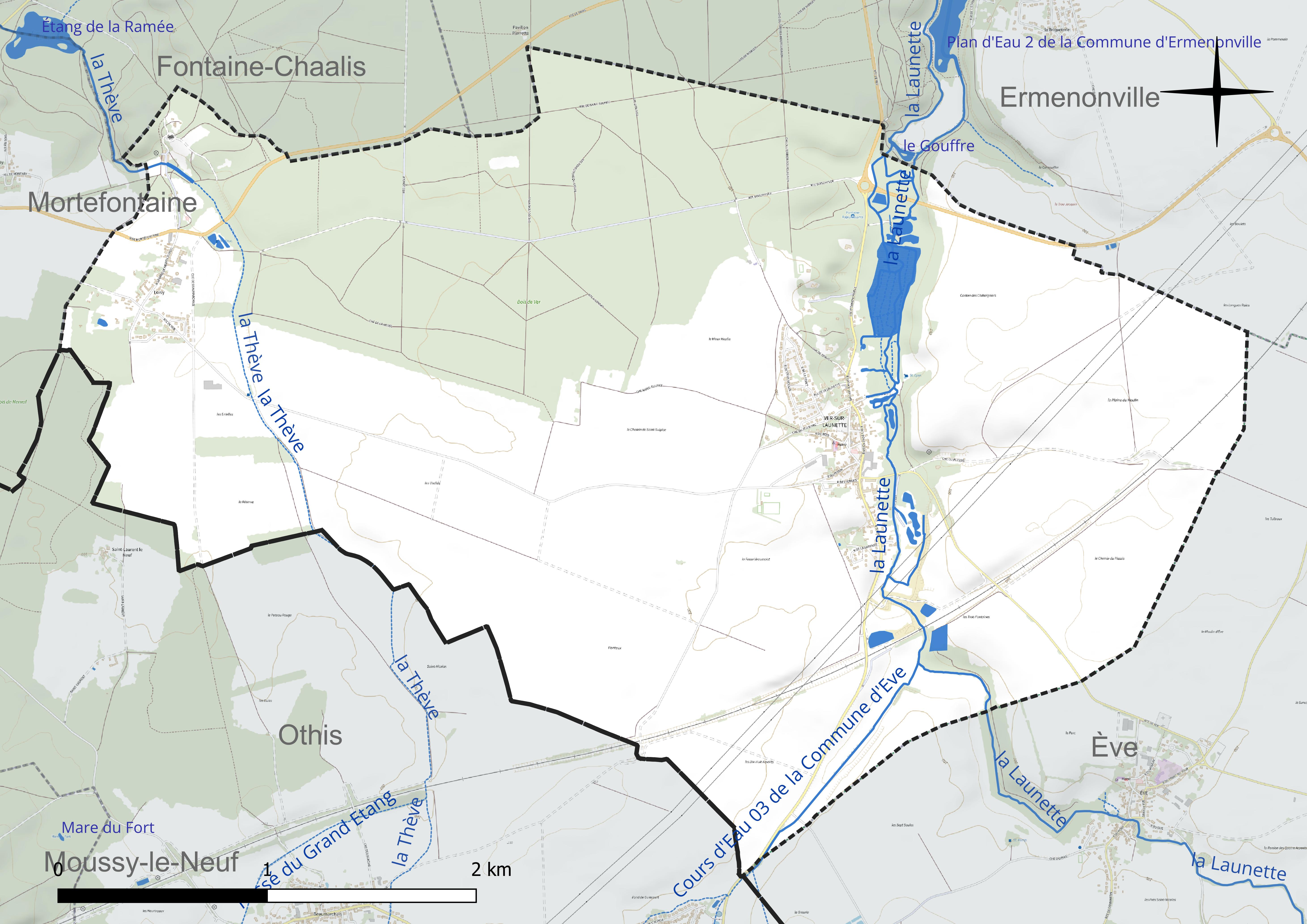
Réseau hydrographique de Ver-sur-Launette.

#### Gestion et qualité des eaux
Le territoire communal est couvert par le schéma d'aménagement et de gestion des eaux (SAGE) « Sensée ». Ce document de planification concerne un territoire de 413 km2 de superficie, délimité par le bassin versant de la Nonette et de ses deux principaux affluents, la Launette et l'Aunette. Le périmètre a été arrêté le 3 avril 1998 et le SAGE proprement dit a été approuvé le 28 juin 2006, puis révisé le 15 décembre 2015. La structure porteuse de l'élaboration et de la mise en œuvre est le syndicat Interdépartemental du SAGE de la Nonette. 
La qualité des cours d'eau peut être consultée sur un site dédié géré par les agences de l'eau et l'Agence française pour la biodiversité. 

### Climat
Pour des articles plus généraux, voir Climat des Hauts-de-France et Climat de l'Oise.
En 2010, le climat de la commune est de type climat océanique dégradé des plaines du Centre et du Nord, selon une étude du CNRS s'appuyant sur une série de données couvrant la période 1971-2000. En 2020, Météo-France publie une typologie des climats de la France métropolitaine dans laquelle la commune est exposée à un climat océanique altéré et est dans la région climatique  Nord-est du bassin Parisien, caractérisée par un ensoleillement médiocre, une pluviométrie moyenne régulièrement répartie au cours de l'année et un hiver froid (3 °C). 
Pour la période 1971-2000, la température annuelle moyenne est de 10,8 °C, avec une amplitude thermique annuelle de 15,1 °C. Le cumul annuel moyen de précipitations est de 713 mm, avec 10,9 jours de précipitations en janvier et 8,1 jours en juillet. Pour la période 1991-2020, la température moyenne annuelle observée sur la station météorologique la plus proche, située sur la commune du Plessis-Belleville à 5 km à vol d'oiseau, est de 11,4 °C et le cumul annuel moyen de précipitations est de 661,7 mm,. Pour l'avenir, les paramètres climatiques de la commune estimés pour 2050 selon différents scénarios d'émission de gaz à effet de serre sont consultables sur un site dédié publié par Météo-France en novembre 2022.
| Mois                                  | jan.           | fév.           | mars           | avril         | mai           | juin          | jui.          | août          | sep.          | oct.          | nov.          | déc.          | année      |
| ------------------------------------- | -------------- | -------------- | -------------- | ------------- | ------------- | ------------- | ------------- | ------------- | ------------- | ------------- | ------------- | ------------- | ---------- |
| Température minimale moyenne (°C)     | 1,6            | 1,9            | 3              | 5,3           | 8,4           | 11,5          | 13,1          | 12,9          | 10,3          | 8,2           | 4,9           | 2,2           | 6,9        |
| Température moyenne (°C)              | 4              | 5              | 7,3            | 10,8          | 13,7          | 17,3          | 19,5          | 18,9          | 15,9          | 12,2          | 7,8           | 4,6           | 11,4       |
| Température maximale moyenne (°C)     | 6,4            | 8              | 11,5           | 16,4          | 19            | 23            | 25,8          | 24,9          | 21,5          | 16,2          | 10,6          | 7             | 15,9       |
| Record de froid (°C) date du record   | −14,1 10.01.09 | −11,9 07.02.12 | −11,2 13.03.13 | −3,9 07.04.21 | −0,7 06.05.19 | 2,9 01.06.06  | 3,8 31.07.15  | 5,1 26.08.18  | −0,3 30.09.18 | −5,7 28.10.03 | −5,7 30.11.10 | −8,7 19.12.09 | −14,1 2009 |
| Record de chaleur (°C) date du record | 15,5 09.01.15  | 19,4 27.02.19  | 23,8 31.03.21  | 29,1 20.04.18 | 31,4 27.05.17 | 35,5 18.06.22 | 42,2 25.07.19 | 40,1 06.08.03 | 34,9 09.09.23 | 28,3 01.10.11 | 21,7 08.11.15 | 16,6 17.12.15 | 42,2 2019  |
| Précipitations (mm)                   | 56,2           | 49,8           | 48,8           | 36,2          | 74,2          | 63,4          | 53,2          | 60,3          | 46            | 53,5          | 52,6          | 67,5          | 661,7      |

## Urbanisme

### Typologie
Au 1er janvier 2024, Ver-sur-Launette est catégorisée bourg rural, selon la nouvelle grille communale de densité à sept niveaux définie par l'Insee en 2022.
Elle est située hors unité urbaine. Par ailleurs la commune fait partie de l'aire d'attraction de Paris, dont elle est une commune de la couronne,. Cette aire regroupe 1 929 communes,.

### Occupation des sols
L'occupation des sols de la commune, telle qu'elle ressort de la base de données européenne d'occupation biophysique des sols Corine Land Cover (CLC), est marquée par l'importance des territoires agricoles (64,5 % en 2018), en augmentation par rapport à 1990 (63,3 %). La répartition détaillée en 2018 est la suivante : 
terres arables (62,3 %), forêts (28,3 %), milieux à végétation arbustive et/ou herbacée (4,6 %), zones urbanisées (2,7 %), zones agricoles hétérogènes (2,2 %). L'évolution de l'occupation des sols de la commune et de ses infrastructures peut être observée sur les différentes représentations cartographiques du territoire : la carte de Cassini (XVIIIe siècle), la carte d'état-major (1820-1866) et les cartes ou photos aériennes de l'IGN pour la période actuelle (1950 à aujourd'hui).

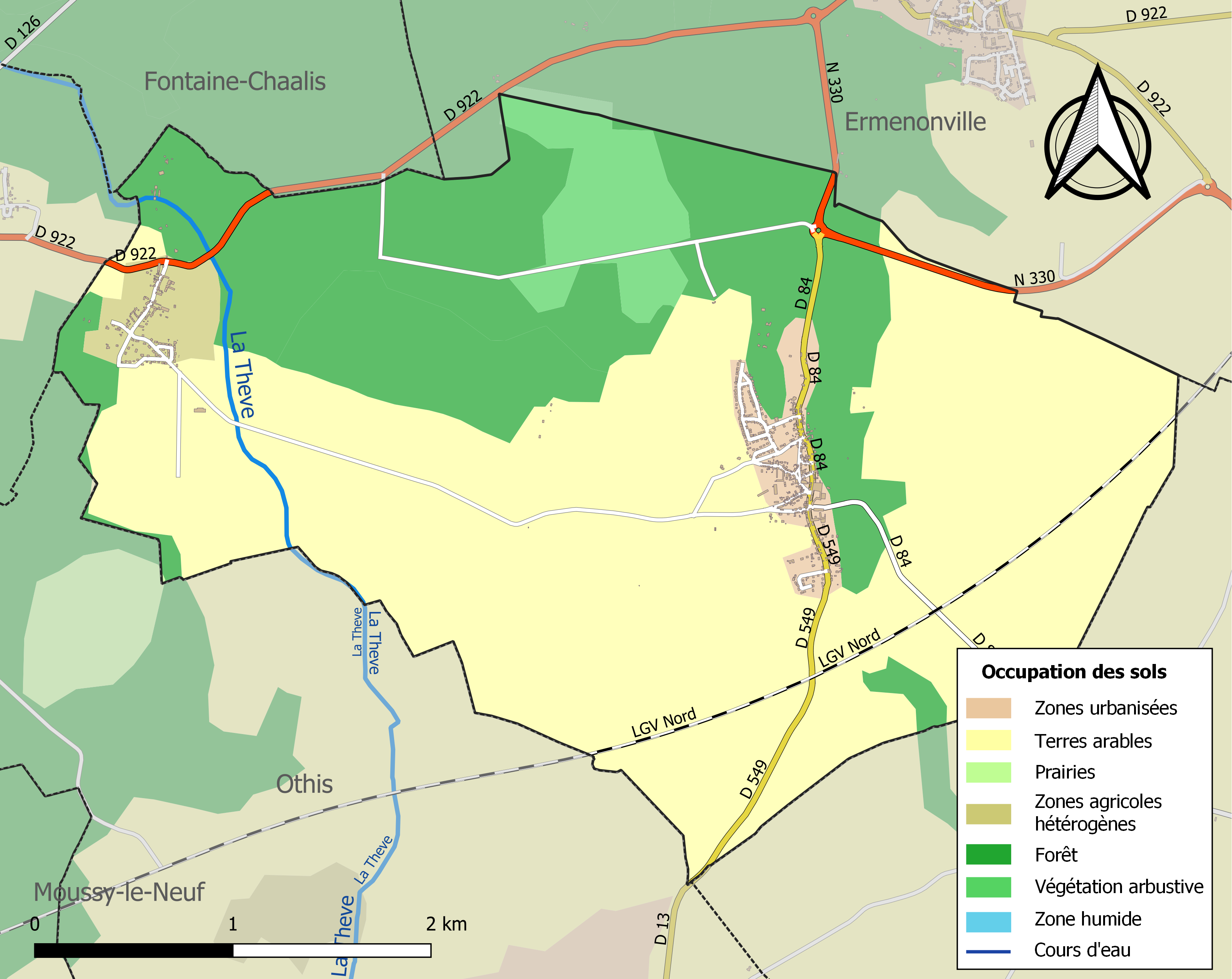
Carte des infrastructures et de l'occupation des sols de la commune en 2018 (CLC).

### Voies de communication et transports
La gare la plus proche est celle du Plessis-Belleville desservie par la ligne K du Transilien et des TER Hauts-de-France.
La commune est desservie, en 2023, par les lignes 636, 6214, 6403 et 6448 du réseau interurbain de l'Oise.

## Toponymie
Le nom de la localité est attesté sous les formes Verno regali palato (654) ; facta autem Verno regali palatio (656) ; Verno vico (VIIe) ; a villa sua Verno fuissit aspectus (710) ; infra terminum Vernense (710) ; palatium vernum (754) ; ad Vern villam nostram (817) ; actum Vernemptoe villa (842) ; in Verno palatio (844) ; actum Verno palatio regio (846) ; actum Verno palatio (864) ; in Verno (IXe) ; Vernum villam (865) ; ad palatium Vernis (884) ; Ver (1180) ; palato vernum (1182) ; ecclesiam de Ver (1182) ; Vernum (1230) ; Simon de Ver (1259) ; milo de ver (1275) ; de nemore de ver (XIIIe) ; Vern (1310) ; ver prez dampmartin (1387) ; ver soubz dampmartin (1393) ; super terram de Vere (XVe) ; Ver soubz Dampmartin (1524) ; Ver sous Dampmartin (1539) ; Vers (1667) ; Vair (1711) ; Ver en Goële (XVIIIe) ; Ver de Galye (XVIIIe) ; Ver de Gallye (1687) ; Ver les Galie (1728) ; Ver les Gailly (XVIIIe) ; Ver de Galie (1738) ; Ver Gallie (XVIIIe) ; Ver-sur-Launette (1943).

Ver est issu du gaulois verno, du latin vernum « aulne ».
La Launette est une rivière française, affluent de la Nonette en rive gauche, donc un sous-affluent de la Seine par la Nonette et l'Oise. Elle coule dans les départements de Seine-et-Marne et de l'Oise. La Launette a donné son hydronyme à la commune de Ver-sur-Launette.
 
Les deux noms ont la particularité de se référer au même arbre, l'aulne : Ver du gaulois verno, "aulne", et Launette = l'aunette, le « petit aulne ».

## Histoire
Siège de deux conciles ou synodes aux VIIIe siècle et IXe siècle.
- En 755, Pépin le Bref promulgue le capitulaire de Ver, qui est une première tentative d'uniformiser le poids et l'aspect du denier d'argent franc[27].
- En décembre 844, lors du synode de Ver-sur-Launette des évêques de Francie occidentale, les décisions formulées par l'abbé Loup de Ferrières, contre les nobles pilleurs des biens de l'Église, ne furent pas acceptées par le roi Charles le Chauve, car il les trouvait trop radicales.
- Lors du synode de mars 884, le roi Carloman II édicte le dernier des capitulaires carolingiens[28].

La commune s'est appelée Vern en 846. Ver devient Ver-sur-Launette le 15 janvier 1936.

## Politique et administration
| Période                                  | Période                   | Identité         | Étiquette | Qualité |
| ---------------------------------------- | ------------------------- | ---------------- | --------- | ------- |
| Les données manquantes sont à compléter. |                           |                  |           |         |
| mars 1971                                | 1995                      | Bernard Duchenne |           |         |
| juin 1995                                | 2001                      | Aline Lhomme     |           |         |
| mars 2001                                | 2008                      | Yves Chéron      |           |         |
| mars 2008                                | 2014                      | Jean-Guy Thomas  |           |         |
| mars 2014                                | 2020                      | Yves Chéron      |           |         |
| mai 2020                                 | En cours (au 26 mai 2020) | Betty Coëlle     |           |         |

## Population et société

### Démographie

#### Évolution démographique
L'évolution du nombre d'habitants est connue à travers les recensements de la population effectués dans la commune depuis 1793. Pour les communes de moins de 10 000 habitants, une enquête de recensement portant sur toute la population est réalisée tous les cinq ans, les populations de référence des années intermédiaires étant quant à elles estimées par interpolation ou extrapolation. Pour la commune, le premier recensement exhaustif entrant dans le cadre du nouveau dispositif a été réalisé en 2004.

En 2022, la commune comptait 1 155 habitants, en évolution de −1,53 % par rapport à 2016 (Oise : +0,87 %, France hors Mayotte : +2,11 %).
| 1793 | 1800 | 1806 | 1821 | 1831 | 1836 | 1841 | 1846 | 1851 |
| ---- | ---- | ---- | ---- | ---- | ---- | ---- | ---- | ---- |
| 538  | 670  | 658  | 681  | 693  | 695  | 666  | 611  | 600  |

| 1856 | 1861 | 1866 | 1872 | 1876 | 1881 | 1886 | 1891 | 1896 |
| ---- | ---- | ---- | ---- | ---- | ---- | ---- | ---- | ---- |
| 554  | 585  | 617  | 627  | 575  | 548  | 535  | 556  | 539  |

| 1901 | 1906 | 1911 | 1921 | 1926 | 1931 | 1936 | 1946 | 1954 |
| ---- | ---- | ---- | ---- | ---- | ---- | ---- | ---- | ---- |
| 521  | 513  | 505  | 436  | 502  | 486  | 430  | 427  | 468  |

| 1962 | 1968 | 1975 | 1982 | 1990 | 1999  | 2004  | 2006  | 2009  |
| ---- | ---- | ---- | ---- | ---- | ----- | ----- | ----- | ----- |
| 488  | 493  | 466  | 537  | 825  | 1 006 | 1 085 | 1 122 | 1 184 |

| 2014  | 2019  | 2022  | - | - | - | - | - | - |
| ----- | ----- | ----- | - | - | - | - | - | - |
| 1 183 | 1 135 | 1 155 | - | - | - | - | - | - |

#### Pyramide des âges
La population de la commune est relativement jeune.
En 2018, le taux de personnes d'un âge inférieur à 30 ans s'élève à 34,6 %, soit en dessous de la moyenne départementale (37,3 %). À l'inverse, le taux de personnes d'âge supérieur à 60 ans est de 19,9 % la même année, alors qu'il est de 22,8 % au niveau départemental.
En 2018, la commune comptait 560 hommes pour 587 femmes, soit un taux de 51,18 % de femmes, légèrement supérieur au taux départemental (51,11 %).
Les pyramides des âges de la commune et du département s'établissent comme suit.
| Hommes | Classe d’âge | Femmes |
| ------ | ------------ | ------ |
| 0,0    | 90 ou +      | 0,5    |
| 3,4    | 75-89 ans    | 6,0    |
| 15,3   | 60-74 ans    | 14,5   |
| 24,9   | 45-59 ans    | 24,8   |
| 20,0   | 30-44 ans    | 21,2   |
| 15,5   | 15-29 ans    | 15,8   |
| 20,8   | 0-14 ans     | 17,2   |

| Hommes | Classe d’âge | Femmes |
| ------ | ------------ | ------ |
| 0,5    | 90 ou +      | 1,4    |
| 5,5    | 75-89 ans    | 7,6    |
| 15,6   | 60-74 ans    | 16,3   |
| 20,8   | 45-59 ans    | 20     |
| 19,4   | 30-44 ans    | 19,4   |
| 17,6   | 15-29 ans    | 16,2   |
| 20,6   | 0-14 ans     | 19,1   |

## Culture locale et patrimoine

### Lieux et monuments
Ver-sur-Launette ne compte aucun bâtiment classé ou inscrit au titre des monuments historiques sur son territoire.

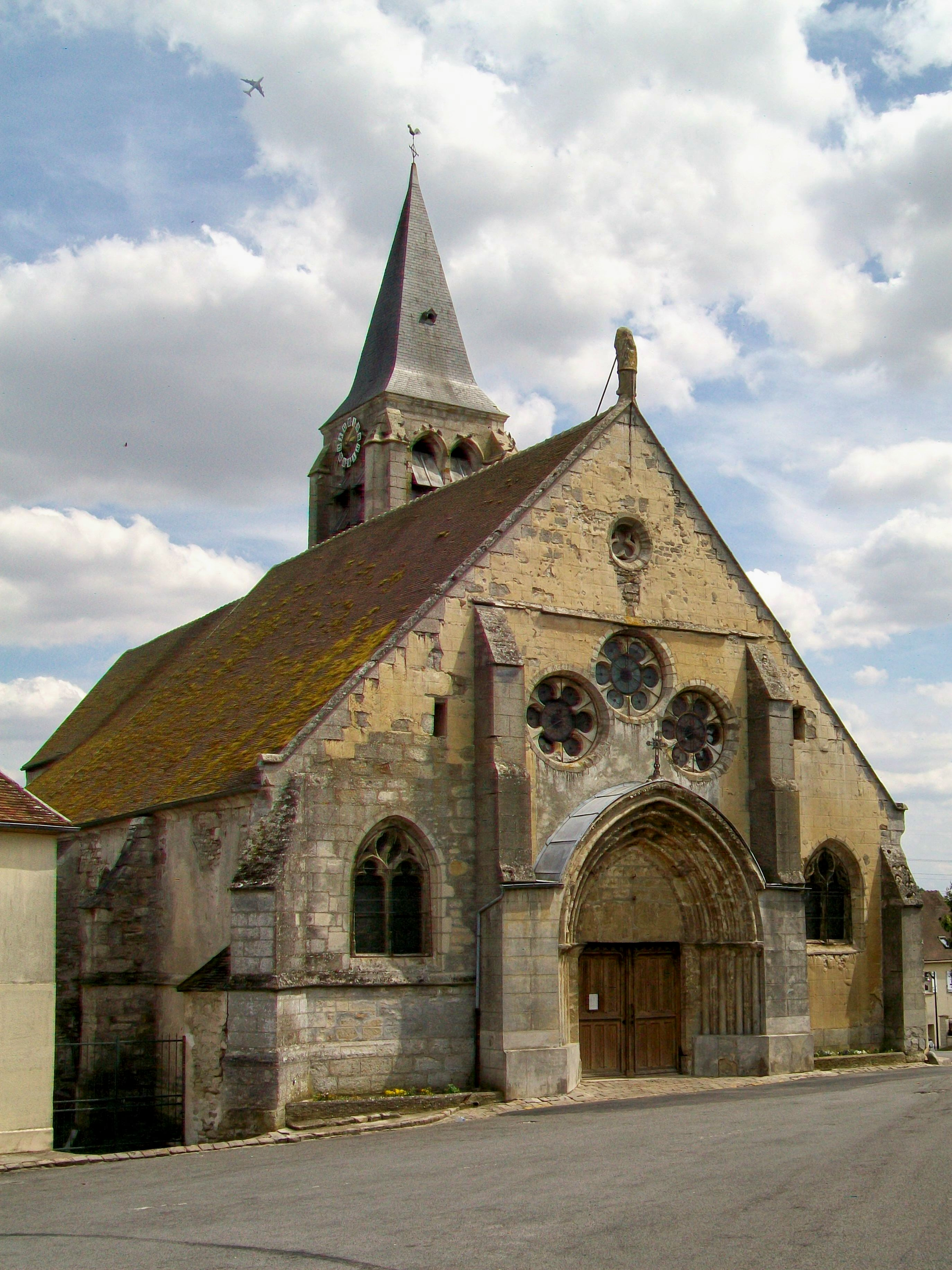
La façade est de l'église Saint-Denis, dont une statue couronne le pignon.
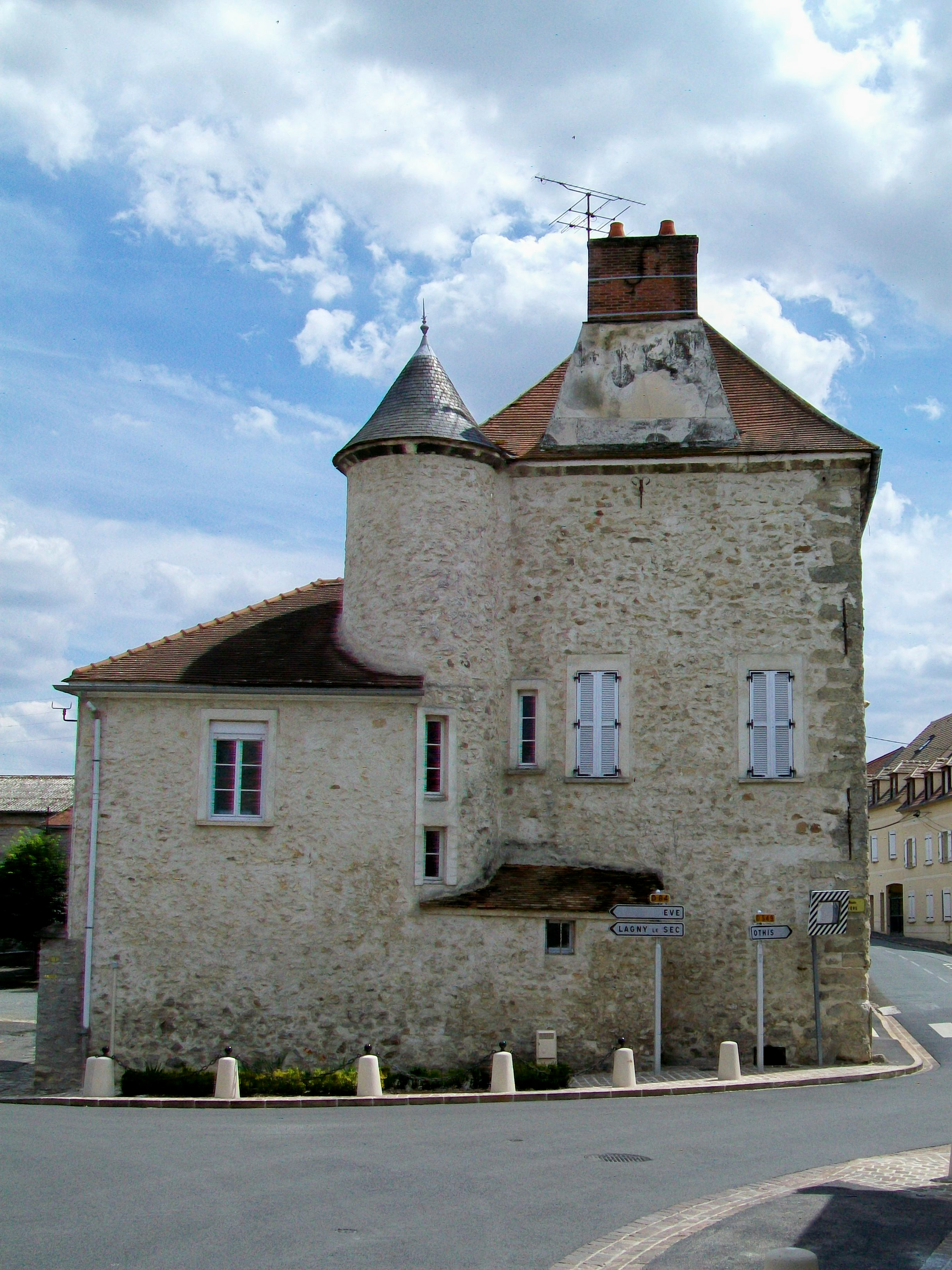
Ancienne maison forte (logis de la Grande ferme) au sud du village ; façade nord avec tourelle d'escalier.
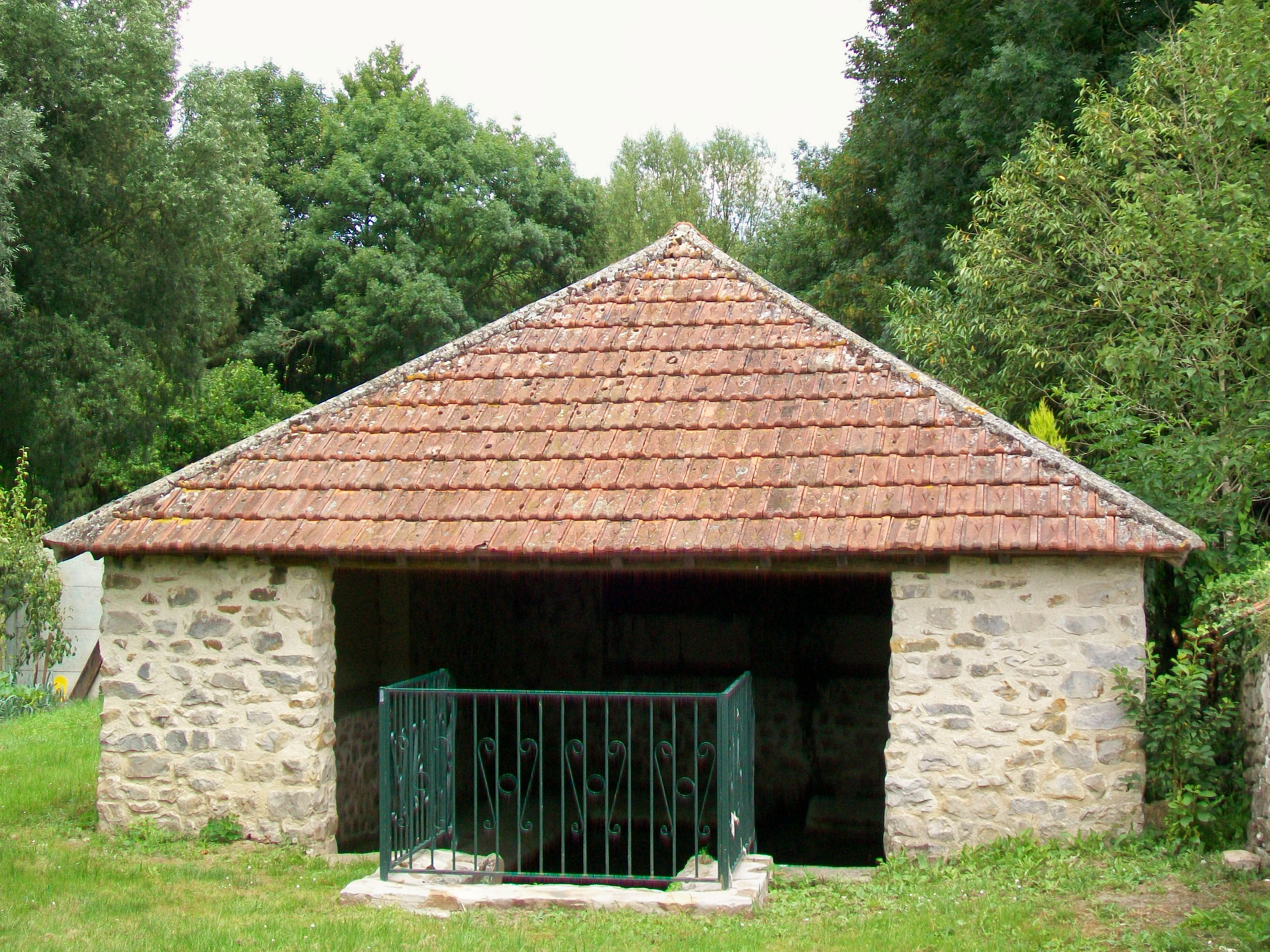
Le lavoir de Ver, au bout d'une sente en herbe qui commence en bas de la ruelle des Curées.
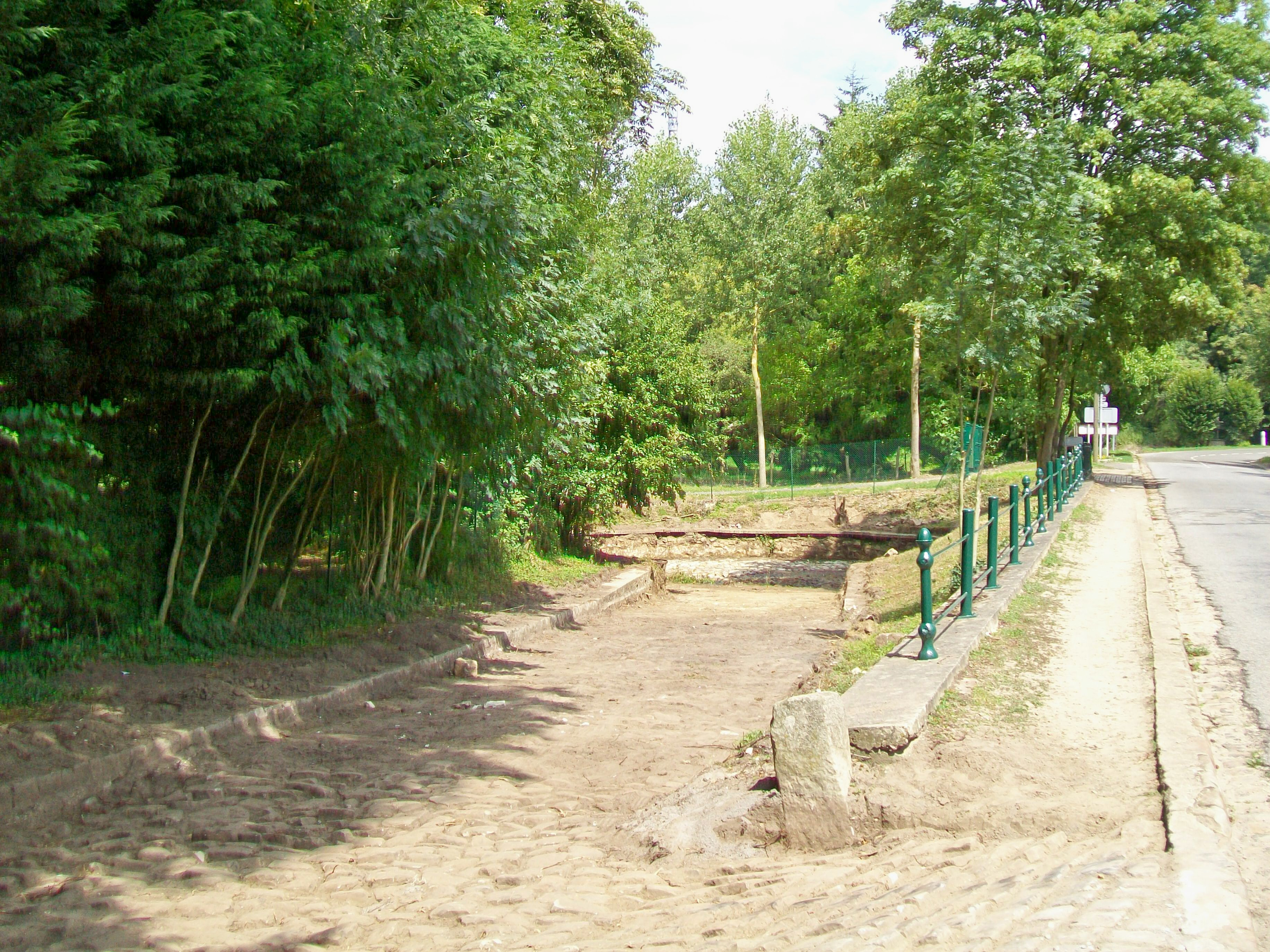
Le vieux « gué » (abreuvoir et pédiluve pour les bêtes) à la sortie est du village, sur la route d'Ève.
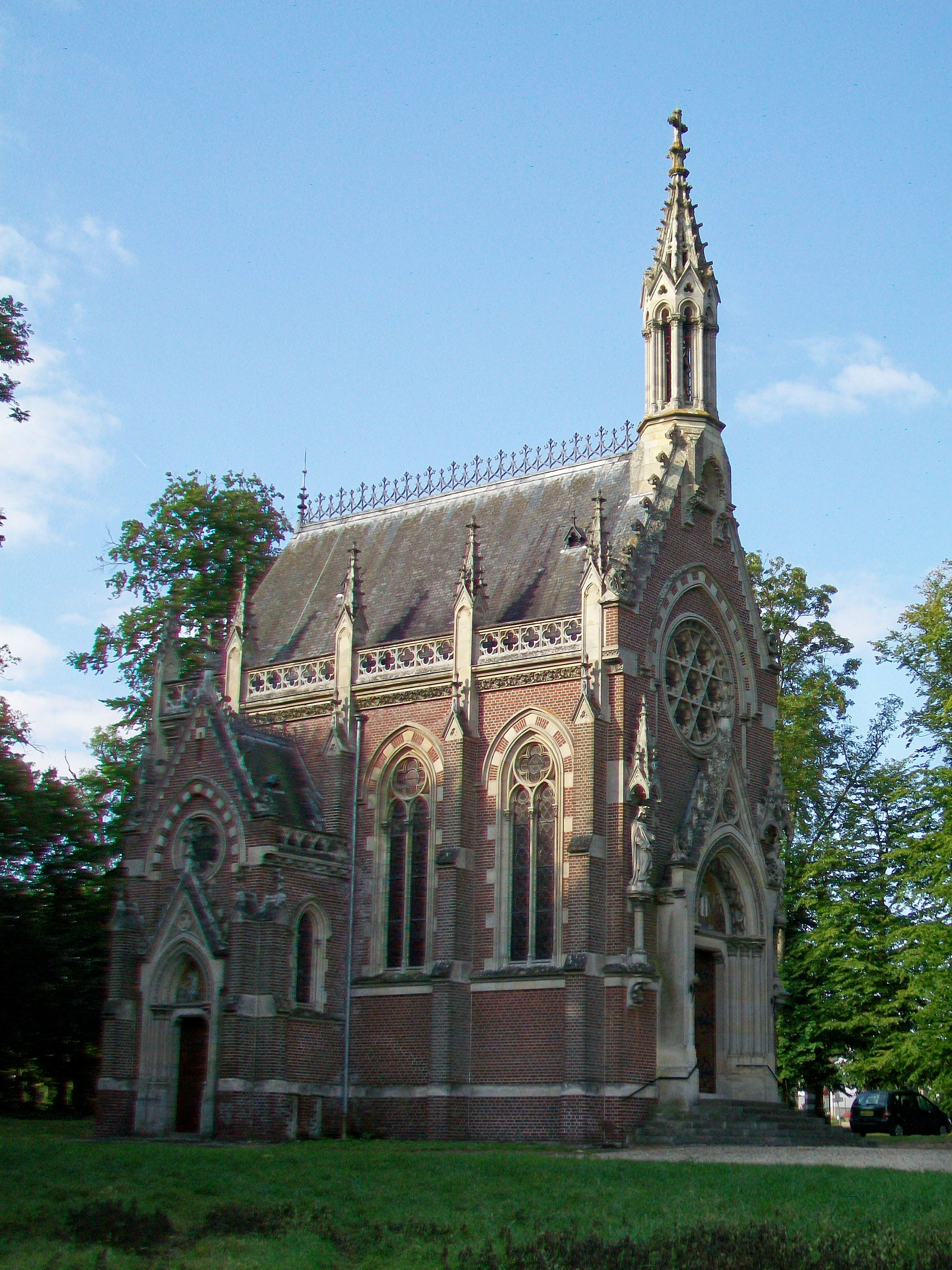
La chapelle néogothique Saint-Sulpice, consacrée en 1899, au parc du château de Saint-Sulpice-la-Ramée.

- Église Saint-Denis, place de la Croix : Son architecture fait preuve d'un certain raffinement, qui témoigne de l'influence du chantier de la cathédrale Notre-Dame de Senlis et de l'inspiration de la cathédrale Notre-Dame de Paris, et reflète les principaux jalons du développement du style gothique. L'édifice se compose d'un vaisseau central de cinq travées, se terminant par un chevet plat éclairé par un triplet, et de deux bas-côtés, qui laissent libre la dernière travée du chœur. Le clocher s'élève au-dessus de l'avant-dernière travée du bas-côté sud, qui abrite de remarquables chapiteaux. Cette travée, ainsi que celle qui lui fait suite à l'est, représentent les parties les plus anciennes de l'église, et datent des années 1160 / 1170. Elles constituaient vraisemblablement le chœur de l'église qui existe à cette époque. Vers 1220, l'église est en grande partie reconstruite, et c'est de cette époque que datent le vaisseau central et les trois premières travées du bas-côté sud. Le chœur montre des frappantes similitudes avec Borest et Ermenonville. Au début du XVIe siècle, le bas-côté nord est remanié, la base du clocher est renforcée, et ses parties hautes sont entièrement reconstruites. Ces travaux s'effectuent dans le style gothique flamboyant[37]. Déjà en 1894, Eugène Müller écrit que « Ver est un édifice qui ne me paraît point suffisamment apprécié pour son élégance et l'originalité de certains de ses détails »[38].
- Maison forte, logis de la grande ferme au sud du village, rue d'Ancy (D 549) / route d'Ève (D 84) : Une résidence franque puis carolingienne se trouvait déjà à Ver. Charles Martel y séjourna en 732-733[39],[40]. Les trois premiers articles du capitulaire de Carloman II de France ont été rédigés au palais de Ver en 884[41]. Ce palais a été abandonné vers la fin du Xe siècle, et un hôtel seigneurial lui a suivi plus tard. Plus rien ne subsiste de ces bâtiments, et leur localisation exacte est incertaine[42]. L'actuelle maison forte, maintes fois remaniée, ne présente plus guère d'éléments architecturaux médiévaux, exception faite d'une tourelle d'escalier à l'angle nord-est, coiffée d'un toit en poivrière. Le logis comporte deux étages et un toit à quatre versants couvert de tuiles plates. Des larges cheminées aux extrémités nord et sud témoignent de la prospérité des occupants de jadis. Toutes les ouvertures ont été refaites. L'appareil est irrégulier, consistant de pierres noyées dans un mortier clair ; seuls les chaînages d'angle font appel à des grosses pierres de taille. La façade principale est celle donnant sur la cour de ferme, à l'est.
- Lavoir couvert, au bout d'une sente en herbe qui part vers l'est depuis la rue des Bons Voisins, un peu au nord de la débouchée de la ruelle du Curé[Note 5] : Bâtiment carré construit en pierres brutes, avec un toit à quatre versants couvert de tuiles mécaniques. La façade ouest présente une grande ouverture, avec au milieu une grille protégeant le bassin situé en contrebas, orienté dans un sens ouest-est. Deux escaliers, à gauche et à droite de la grille, permettent de descendre au niveau du bassin. Les trois autres façades étaient jadis percées de larges ouvertures, aujourd'hui murées. L'eau sortant du bassin s'écoule vers la Launette à proximité.
- Abreuvoir, à la sortie est du village sur la route d'Ève (D 84) : Bassin rond et pavé, traversée par la jeune Launette, situé directement en bas du pont (côté nord). Un petit barrage devait retenir l'eau pour que le bassin puisse se remplir ; aujourd'hui, l'abreuvoir étant désaffecté, il est vide. L'on y accédait par un chemin pavé descendant, parallèle à la route qui monte pour arriver à la hauteur du sommet du pont. Les abreuvoirs de ce type servaient également de pédiluve pour les chevaux et bœufs de somme. Sa conception explique la désignation comme gué usuelle dans la région, mais sa configuration illustre aussi qu'il ne s'est jamais agi d'un gué dans le sens propre du terme : Face au chemin d'accès, la pente est nettement trop raide pour en ressortir, et l'aménagement d'un bassin va aussi à l'encontre de la fonction d'un gué. - La réhabilitation du lavoir a fait l'objet d'un chantier de jeunesse international, soutenu par le Parc naturel régional Oise-Pays de France, pendant le mois de juillet 2011[43].
- Chapelle Saint-Sulpice au hameau de Loisy, dans le parc du château de Saint-Sulpice-la-Ramée : Cette chapelle néogothique appartient au centre spirituel diocésain installé aujourd'hui sur le domaine du château. Construit en brique rouge et grès, c'est un bâtiment d'une grande élégance grâce à sa forme haute et élancée, et l'exécution très soignée avec de nombreux détails décoratifs. La nef à quatre travées se termine par un chœur à pans coupés, et un petit transept à hauteur réduite se joint à la troisième travée. La flèche couronne le pignon de la façade occidentale, où se situe également le portail principal à gable, surmonté d'une rosace. Ici comme sur les entrées secondaires sous les pignons des bas-côtés, le tympan est couvert d'une mosaïque avec l'or comme couleur dominante. L'attention est en même temps captée par les deux statues de saints, de gauche et de droite du portail, protégées par des baldaquins. Les contreforts se terminent par des pinacles, reliés entre eux par des balustrades. - La chapelle a été réalisée entre 1897 et 1899 sous l'initiative de la propriétaire du château, Mlle Élisabeth Drelon, pour offrir une sépulture digne à sa nièce Marie-Louise-Lucy Pierret, décédée en jeune âge quelques années après son mariage. En même temps, la chapelle devait permettre d'organiser régulièrement des offices religieux, afin d'épargner aux habitants des hameaux de Loisy et Montaby (commune de Mortefontaine) le long chemin vers leurs églises paroissiales respectives. Par ailleurs, une chapelle avait été construit à proximité en 1444 pour l'ermitage Saint-Sulpice-du-Désert, dépendant du prieuré de Saint-Nicolas-d'Acy avant d'être transformé en prieuré en 1655. Ce prieuré a été dissous en 1771 ; quant au petit château aux allures de grande maison bourgeoise, il date de 1811. Les lieux, entourés d'un vaste parc paysager, ont pu retrouver leur vocation religieuse initiale en 1957 : ils accueillent, depuis 2004, l'actuel centre spirituel diocésain[44],[45] et, depuis août 2022, les Sœurs Adoratrices du Cœur Royal de Jésus Christ Souverain Prêtre affiliées à l'Institut du Christ-Roi Souverain Prêtre.

### Personnalités liées à la commune
- Le poète Gérard Labrunie dit Gérard de Nerval, né à Paris, fut mis en nourrice au hameau de Loisy lorsqu'il séjourna à Mortefontaine, de 1810 à 1814, alors qu'il était enfant, chez son oncle Antoine Boucher. Il prendra pour pseudonyme le nom d'un lieu-dit, le clos de Nerval, un champ cultivé par son grand-père maternel[46], à cheval sur la commune de Mortefontaine. Dans Sylvie, il évoque le Valois où s'écoula son enfance.
- Jacques-Simon Tournouër (1794-1867), homme politique français.
- Jacques-Raoul Tournouër (1823-1882), président de la Société Géologique de France.

### Héraldique
| Blason de Ver-sur-Launette | Blason  | De sinople au chevron renversé d'argent accompagné en chef d'une volute de crosse d'or ; à la champagne ondée d'azur brochante et chargée d'un aulne arraché d'or. |
| Blason de Ver-sur-Launette | Détails | Le vert est pour la forêt au nord du village. Le chevron renversé rappelle la première lettre de la commune se situant sur le cours d'eau de la Launette. La crosse est attribut de saint Denis, patron de la paroisse locale, mais rappelle également la présence de deux conciles aux VIIIe et IXe siècles. L'aulne est pour le nom du village, qui est attesté sous le nom de Vern en 846 et suggère une origine du gaulois verno, « aulne » ; aulne qui est également à l'origine du nom de la Launette. Adopté le 14 juin 2022. |

### Textes officiels
- [D. 27 déc. 1935] Décrets du 27 décembre 1935 portant changement du nom de quatre communes, dans Journal officiel de la République française, vol. 68e an., no 10, 12 janv. 1936, 2e part. (« Décrets, arrêtés et circulaires »), sect. 2 (« Ministère de l'Intérieur »), texte no 1 (« Changements de nom de communes »), p. 523, col. 3.